# Suillaceae
Suillaceae là một họ nấm trong bộ Boletales, phân bộ Suillineae, chứa các chi như Suillus, các giống nấm nhỏ như Truncocolumella, cũng như chi Psiloboletinus đơn loài. Tính đến năm 2008, có 54 loài trong họ. Gastrosuillus, từng được coi là một chi riêng biệt, đã được chứng minh với phân tích phân tử là tiến hóa từ Suillus. Fuscoboletinus, được mô tả bởi Pomerleau và Smith vào năm 1962, cũng đã được gộp vào Suillus.